# Sarah Lawrence College
Sarah Lawrence College je soukromá vysoká škola sídlící ve městě Yonkers ve Spojených státech amerických. Založil ji v roce 1926 úspěšný obchodník s nemovitostmi William Van Duzer Lawrence a pojmenoval ji podle své manželky Sarah. Původně byla výhradně dívčí školou, od roku 1968 přijímá i mužské studenty. Škola je zaměřena především na humanitní a umělecké obory a vyznačuje se důrazem na volnost individuálního studijního plánu, vychází z pedagogické metody Johna Deweye. Zdejší studenti a pedagogové jsou známí liberálně zaměřeným politickým aktivismem. College je součástí organizace Annapolis Group. Symbolem školy je gryf, který je také maskotem jejích sportovních týmů, oficiální barvy jsou zelená a bílá. K absolventům patří spisovatelka Alice Walkerová, módní návrhářka Vera Wangová, psycholožka Christina Grof, politik Rahm Emanuel, hudebnice Meredith Monk, herci Cary Elwes a Ben Stiller, televizní moderátorka Barbara Waltersová, výtvarnice a zpěvačka Yoko Ono nebo filmový režisér Brian De Palma. Vyučovali zde Maria Goeppert-Mayer, Edgar Lawrence Doctorow, Marguerite Yourcenarová, Susan Sontagová, Walter Hendl nebo Joseph Campbell.